# Emmanuel le Calligraphe
Emmanuel le Calligraphe, né Emmanuel Derriennic le 9 mars 1908 à Guingamp et mort le 5 janvier 1965  à l'hôpital psychiatrique départemental de Quimper, est un artiste peintre d'art brut ainsi qu'un écrivain. Il a produit plus d'une centaine d'œuvres dont la moitié est conservée à la collection de l'art brut à Lausanne

## Biographie
Il est issu d'un modeste milieu rural breton où l'on parle français. Son père est employé aux chemins de fer, sa mère est cuisinière au buffet de la gare.
D'abord légèrement estropié dans sa petite enfance à la suite d'une chute (à l'âge de dix-huit mois), il est obligé de marcher avec des béquilles jusqu'à l'âge de dix ans. Par la suite, Emmanuel se développe à peu près normalement et termine sa scolarité à dix-sept ans. Il devient employé de banque. Mais son pied-bot ne le dispense pas du service militaire qu'il accomplit à Paris au secrétariat de l'état major. Il devient ensuite aide-comptable, se marie à une cousine, retourne à Brest en 1936 où il se remarie avec une collègue de bureau après avoir divorcé. Réfugié à Plouaret pendant les bombardements avec ses quatre enfants, il retourne à Brest, ville sinistrée, en 1946. On le loge avec sa famille dans une baraque et il trouve un petit emploi au centre d'accueil des marins. Sa déchéance commence là. Il se met à boire, sa femme aussi, en 1958, il  souffre d'une hémiplégie gauche qui le laisse très diminué. Ses premiers troubles mentaux, en décembre 1953, obligent à l'interner à l'hôpital psychiatrique départemental de Quimper une première fois, puis une deuxième fois en avril 1958. C'est à cette période qu'il se met à peindre.

## Le fou et l'artiste
Jusqu'à l'époque de son deuxième internement, Emmanuel n'avait jamais manié ni crayon, ni pinceau. Pourtant, placé dans un atelier « d'art-thérapie », après avoir recopié par obligation des cartes postales, il s'éloigne des sujets imposés et commence à dessiner et à peindre, à l'huile des faits divers : Parlementaire à Lourdes', Accident d'automobile
Bal à l'Opéra, Ballon.
Il cherche ensuite une autre technique, mais il est handicapé par sa paralysie et par une dermatose et il renonce à l'huile pour s'orienter vers l'encre et le stylo à bille. très vite, ses œuvres s'apparentent à de la broderie. Il fabrique des lettres avec des volutes dans ce style ouvragé puis des sujets de type légendaires : La Sirène des mers (peinture à l'eau et encre de Chine L'Hercule sans tête, Don Juan et ses femmes, Idoles, monstres, fétiches — œuvres « labyrinthiques » que lui-même a bien du mal à décrypter.
À partir de 1960, il est inspiré par l'ombre chinoise et en fait un élément décoratif de la lettre A interprétée de différentes manières. il interprète aussi des voyelles en forme de gerbe, des consonnes, des chiffres, des ponctuations en lacies, de la sténographie, du solfège, des noms. Il utilise tous les signes selon leur puissage plastique[pas clair], produisant des collages dans lesquels il intègre divers matériaux.
En 1962, il est dirigé vers un atelier réadaptatif de confection d'objets qu'il improvise, il réalise aussi quatre panneaux de contre-plaqué sur lesquels il colle ficelle, rotin, lainages, coquillages écrasés. À partir de 1963, il est pratiquement guéri et il poursuit sa production d'encres et de lavis, avec des figures plus élaborées, et plus équilibrées.
Sa guérison, commencée en 1962 et terminée en mars 1964, aurait pu lui permettre de quitter l'hôpital ce qu'il n'a pas fait pour des raisons familiales. Lorsqu'il meurt en 1965 dans sa chambre d'hôpital, une trentaine d'amis assistent à ses obsèques dans l'église de Notre-Dame du Kérinou. Il est enterré au cimetière Kerfautras de Brest.

## Œuvre
Sa production comprend des aquarelles, des dessins, des écrits, des dessins à la plume, au stylo à bille et aussi des peintures. Elle comprend une centaine de pièces dont la moitié est conservée à la Collection de l'art brut.